# Йоганес Бласковіц
Йоганес Бласковіц (нім. Johannes Albrecht Blaskowitz; 10 липня 1883, Патерсвальде, Східна Пруссія — 5 лютого 1948, Нюрнберг) — німецький воєначальник часів Третього Рейху, генерал-полковник (1939) Вермахту. Кавалер Лицарського хреста з Дубовим листям‎ та мечами.

## Життєпис

### Початок військової кар'єри
У березні 1901 року розпочав військову службу фенрихом (кандидат в офіцери) в 18-му піхотному полку. Отримав звання лейтенанта в січні 1902 року. У 1908—1911 — навчався у військовій академії, з січня 1910 — обер-лейтенант. З лютого 1914 року — гауптман, в штабі 111-го піхотного полку.

### Перша світова війна
З початком Першої світової війни — командир роти 111-го піхотного полку, в серпні-жовтні 1915 року — командир кулеметної роти 3-го єгерського полку, з жовтня 1915 по квітень 1916 року — командир батальйону 3-го єгерського полку. З квітня 1916 року — на штабних посадах (10-й армійський корпус).
Нагороджений Залізними хрестами обох ступенів, Лицарським хрестом Ордену дому Гогенцоллернів з мечами, ще сімома орденами, отримав знак за поранення.

### Між світовими війнами
Продовжив службу в рейхсвері. До жовтня 1924 року — на штабних посадах (майор з січня 1922 роки), потім — командир батальйону 13-го піхотного полку. З квітня 1926 року — підполковник. З лютого 1928 року — начальник штабу 5-ї піхотної дивізії, з жовтня 1929 року — полковник, з грудня 1930 року — командир 14-го піхотного полку. З лютого 1933 по квітень 1935 року — інспектор військово-технічних училищ (генерал-лейтенант). З квітня 1935 року — командувач 2-м військовим округом (генерал піхоти).

### Друга світова війна
З 26 серпня 1939 року — командувач 8-ю армією. Кампанія в Польщі, 30 вересня 1939 нагороджений Лицарським хрестом, з жовтня 1939 року — генерал-полковник і головнокомандувач збройними силами на Сході.
18 листопада 1939 року генерал Йоганес Бласковіц висловлює свій категоричний протест з приводу звірств поліції і зондеркоманд СС в Польщі і доповідає про це Гітлеру. Єдиний з генералів вермахту, який отримав за підсумками Польської кампанії звання генерал-полковника, який не став згодом генерал-фельдмаршалом.
У травні 1940 року — командувач 9-ю армією (на кордоні з Францією). Потім — в резерві головнокомандування, з жовтня 1940 року — командувач 1-ю армією (на півночі Франції).
З травня 1944 року — командувач групою армій «G» (Франція, Ельзас). У жовтні 1944 року нагороджений дубовим листям (№ 640) до Лицарського хреста.
У квітні 1945 року — головнокомандувач військами в Голландії. Нагороджений мечами (№ 146) до Лицарського хреста з дубовим листям.
5 травня 1945 взято в полон.

### Нюрнберзький процес і смерть
Був притягнутий до Нюрнберзького процесу за обвинуваченням у скоєнні військових злочинів.
Наклав на себе руки 5 лютого 1948 року в Нюрнберзькій в'язниці (кинувся з балкона на подвір'я тюрми).

## Нагороди
Військова кар'єра
- 2 березня 1901 — фенрих
- 27 січня 1902 — лейтенант
- 27 січня 1910 — оберлейтенант
- 17 лютого 1914 — гауптман
- 1 січня 1922 — майор
- 6 квітня 1926 — оберстлейтенант
- 1 жовтня 1929 — оберст
- 1 жовтня 1932 — генерал-майор
- 1 грудня 1933 — генерал-лейтенант
- 1 серпня 1936 — генерал від інфантерії
- 1 жовтня 1939 — генерал-полковник

### Перша світова війна
- Залізний хрест
  - 2-го класу (27 вересня 1914)
  - 1-го класу (2 березня 1915)
- Орден Церінгенського лева, лицарський хрест 2-го класу з мечами (1915)
- Хрест «За військові заслуги» (Австро-Угорщина) 3-го класу з військовою відзнакою (10 лютого 1916)
- Орден «За заслуги» (Баварія) 4-го класу з мечами (15 травня 1916)
- Військовий Хрест Фрідріха-Августа (Ольденбург) 2-го і 1-го класу (26 травня 1916) — отримав 2 нагороди одночасно.
- Хрест «За військові заслуги» (Брауншвейг) 2-го класу (4 червня 1916)
- Військова медаль (Османська імперія) (11 липня 1917)
- Королівський орден дому Гогенцоллернів, лицарський хрест з мечами (1 вересня 1917)
- Нагрудний знак «За поранення» в чорному

### Міжвоєнний період
- Почесний хрест ветерана війни з мечами (10 листопада 1934)
- Медаль «За вислугу років у Вермахті» 4-го, 3-го, 2-го і 1-го класу (25 років) (2 жовтня 1936) — отримав 4 медалі одночасно.
- Пам'ятна військова медаль (Угорщина) з мечами (11 грудня 1936)
- Пам'ятна військова медаль (Австрія) з мечами (12 січня 1937)
- Медаль за участь у Європейській війні (1915—1918) з мечами (Болгарія; 19 січня 1937)
- Медаль «У пам'ять 1 жовтня 1938» із застібкою «Празький град»

### Друга світова війна
- Застібка до Залізного хреста
  - 2-го класу (11 вересня 1939)
  - 1-го класу (21 вересня 1939)
- Відзначений у Вермахтберіхт (27 вересня 1939)
- Лицарський хрест Залізного хреста з дубовим листям і мечами
  - Лицарський хрест (№ 1; 30 вересня 1939)
  - Дубове листя (№ 640; 29 жовтня 1944)
  - Мечі (№ 126; 25 квітня 1945)
- Орден Корони Італії, великий хрест (28 січня 1941)
- Хрест Воєнних заслуг 2-го і 1-го класу з мечами
- Німецький хрест в сріблі (30 жовтня 1943)